# Улрих II фон Гунделфинген-Хеленщайн
Улрих II фон Гунделфинген-Хеленщайн (на немски: Ulrich II von Gundelfingen-Hellenstein; † 30 април
1280) е благородник от Гунделфинген, господар на Хеленщайн над Хайденхайм ан дер Бренц и фогт на Ешенбрун в Бавария.

## Произход
Той е син на господар Улрих I фон Гунделфинген († сл. 1228) и съпругата му Маргарета фон Хеленщайн († ок. 1233), дъщеря на Дегенхард фон Хеленщайн († сл. 1182). Внук е на Готфрид фон Гунделфинген († сл. 1172) и правнук на Диемо I фон Гунделфинген, господар на Хеленщайн († сл. 1150) и съпругата му фон Ронсберг. Леля му Аделхайд фон Гунделфинген († 1230) е омъжена за Хайнрих фон Вайкерсхайм-Хоенлое († сл. 1212). Брат е на неженения Дегенхард фон Гунделфинген († сл. 1243) и на сестра (* ок. 1218), която се омъжва ок. 1239 г. за Бертолд I фон Шауенбург († сл. 1281).
Роднина е на Готфрид II фон Гунделфинген, 1197 г. епископ на Вюрцбург. Баща е на Андреас фон Гунделфинген, епископ на Вюрцбург (1303 – 1313), и дядо на Дегенхард, епископ на Аугсбург (1303 – 1307).

## Фамилия
Улрих II фон Гунделфинген-Хеленщайн се жени за Аделхайд фон Албек († пр. 1279), дъщеря на Зибото фон Албек († сл. 1220). Те имат осем деца:
- Дегенхард († сл. 1293), женен I. пр. 13 януари 1258 г. за Агнес фон Дилинген († сл. 1258), дъщеря на граф Хартман IV фон Дилинген († 1258) и Вилибирг фон Труендинген († 1246), II. за Гизела фон Кирхберг, дъщеря на Еберхард III фон Кирхберг († 1282/1283) и Ута фон Нойфен
- Улрих III († сл. 1263), женен за София фон Берг († 1 май 1284), дъщеря на Хайнрих III фон Берг-Шелклинген, маркграф на Бургау († ок. 1241) и Аделхайд фон Шелклинген?, няма деца
- Готфрид († сл. 1280)
- Андреас фон Гунделфинген († 14 декември 1313), епископ на Вюрцбург (1303 – 1313)
- Сибото († сл. 1296)
- Аделхайд († 1269), омъжена за Валтер II фон Файминген († сл. 1272), син на Улрих фон Файминген и Хедвигис
- Маргарета († сл. 1269), омъжена I. за Хайнрих фон Папенхайм († сл. 1264), II. 1268 г. за Хуго III фон Тетнанг-Монфор-Шеер († 1309)
- дъщеря († 1281), омъжена за Ото VI фон Бранденбург († пр. 1281), син на граф Ото V фон Бранденбург († 1296) и графиня фон Марщетен